# Mussidan

Mussidan este o comună în departamentul Dordogne din sud-vestul Franței. În 2009 avea o populație de 2.851 de locuitori.

## Evoluția populației
| An        | 1975  | 1982  | 1990  | 1999  | 2006  | 2009  |
| --------- | ----- | ----- | ----- | ----- | ----- | ----- |
| Populație | 3.235 | 3.236 | 2.985 | 2.843 | 2.829 | 2.851 |